# フランシス・バーニー

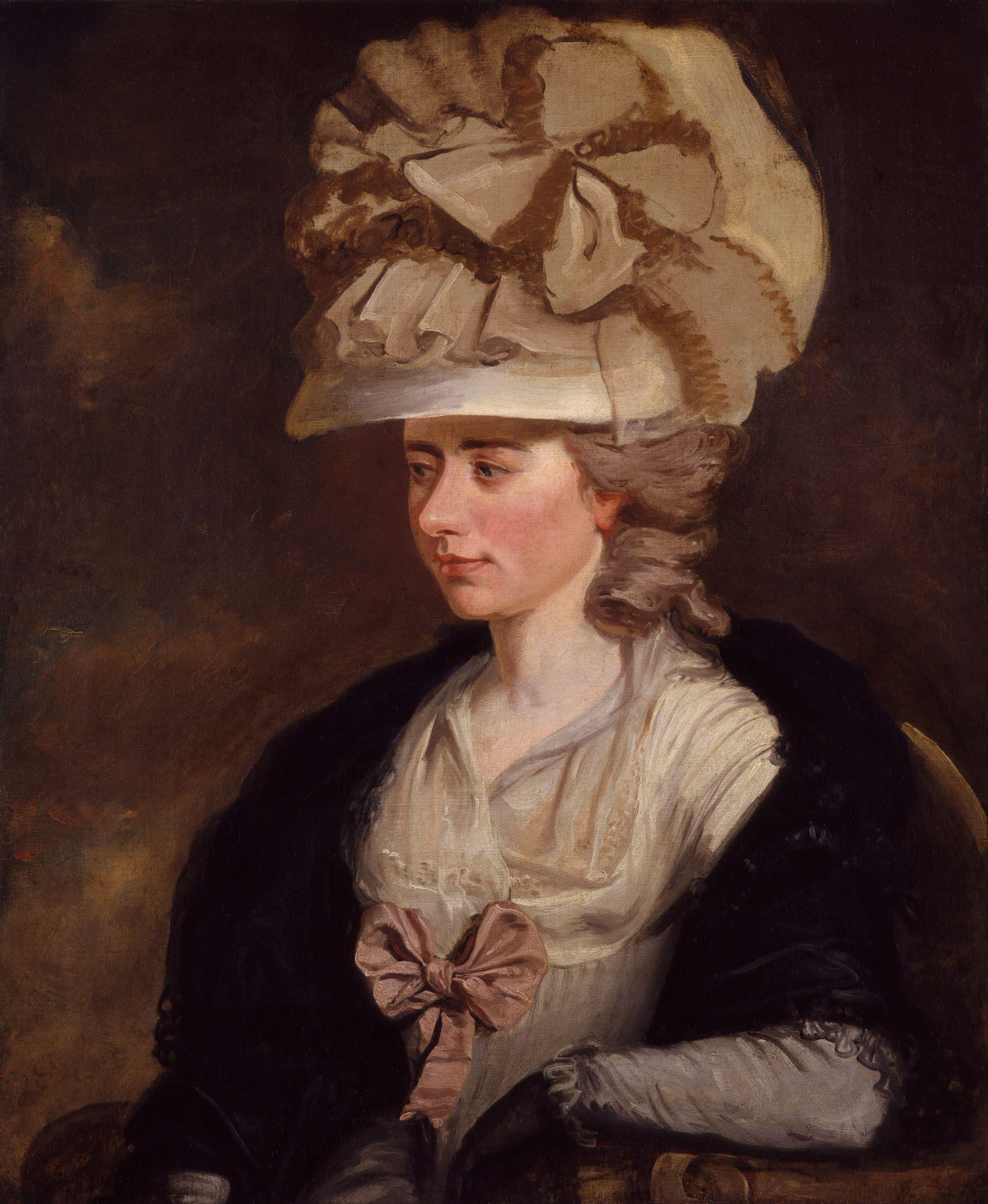
フランシス・バーニー

フランシス・バーニー（英語: Frances Burney、1752年6月13日 - 1840年1月6日）は、イギリスの女流小説家。キングズ・リン生まれ。ファニー（Fanny）の愛称で知られる。音楽史家のチャールズ・バーニーの娘。少女を主人公とする《イブリーナ》（1778年）、《セシリア》（1782年）が有名。